# Jacob van Baden (1471-1511)
Jacob (II) van Baden (Slot Hohenbaden, 6 juni 1471 - Keulen, 27 april 1511) was vorst-aartsbisschop van Trier en alzo een keurvorst van het Rooms-Duitse Rijk. Hij was in functie van 1503 tot zijn dood in 1511.

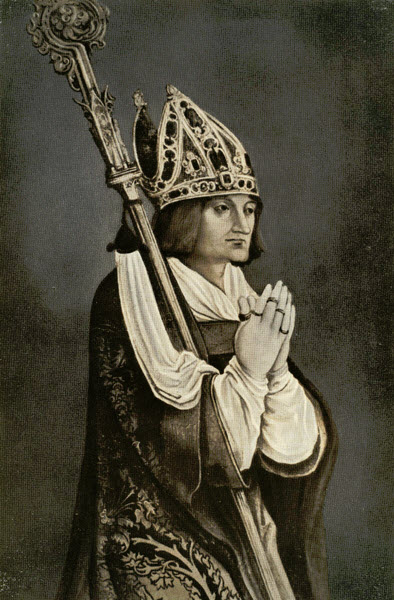
Jacob van Baden, in het Duits Jakob von Baden

Hij stamde uit het grafelijk huis van Baden-Baden, als zoon van markgraaf Christoffel I van Baden. Dit grafelijk huis stamde zelf af van het vorstenhuis Zähringen. Hij verkoos als oudste zoon niet om markgraaf van Baden-Baden te worden maar ging in het klooster. Hij werd prior van het Sint-Paulinusklooster in Trier, genoemd naar de heilige Paulinus van Trier. In deze functie hielp hij meer en meer zijn zieke oudoom, Johan van Baden, vorst-aartsbisschop van Trier. In 1503 volgde de monnik Jacob van Baden hem op als nieuwe vorst-aartsbisschop en keurvorst van Trier. Hij deed meerdere bemiddelingsopdrachten voor keizer Maximiliaan I.
Bisschop Jacob van Baden profileerde zich als bankier en organisator van de geldhandel in Trier. Hij maakte strikte afspraken met de prins-aartsbisschoppen van Keulen en Mainz en met de paltsgraaf van het Rijnland over de tolheffing op de Rijn en de Moezel. Geen andere vorst mocht daarbovenop tolgeld heffen. Financieel steunde hij de pas opgerichte universiteit van Trier die aan geldtekort leed.  
- Gemeinsame Normdatei: 129032824
- Virtual International Authority File: 60151275
- WorldCat: E39PBJrrwtFTRVKDJrYmmCyKh3